# 広州国民政府 (1925年-1926年)
広州国民政府（こうしゅうこくみんせいふ、第4次広東政府）とは、中華民国建国の祖であった孫文亡き後の1925年7月に成立し、1926年12月まで続いた広東省広州市に本拠を置く国民政府。広東大元帥府の後継政権。主席委員は汪兆銘。

## 歴史

### 孫文の死
1925年3月の孫文の死去に際して、「革命尚未成功、同志仍須努力 （革命なお未だ成功せず、同志よって須く努力すべし）」との一節で有名な遺言（総理遺嘱）を記したのが、孫文の片腕とされた汪兆銘であった。汪はこれを、病床にあった孫文から同意を得たと伝えられている。孫文亡きあとの大元帥は右派の胡漢民が務めた。

### 広州国民政府の成立

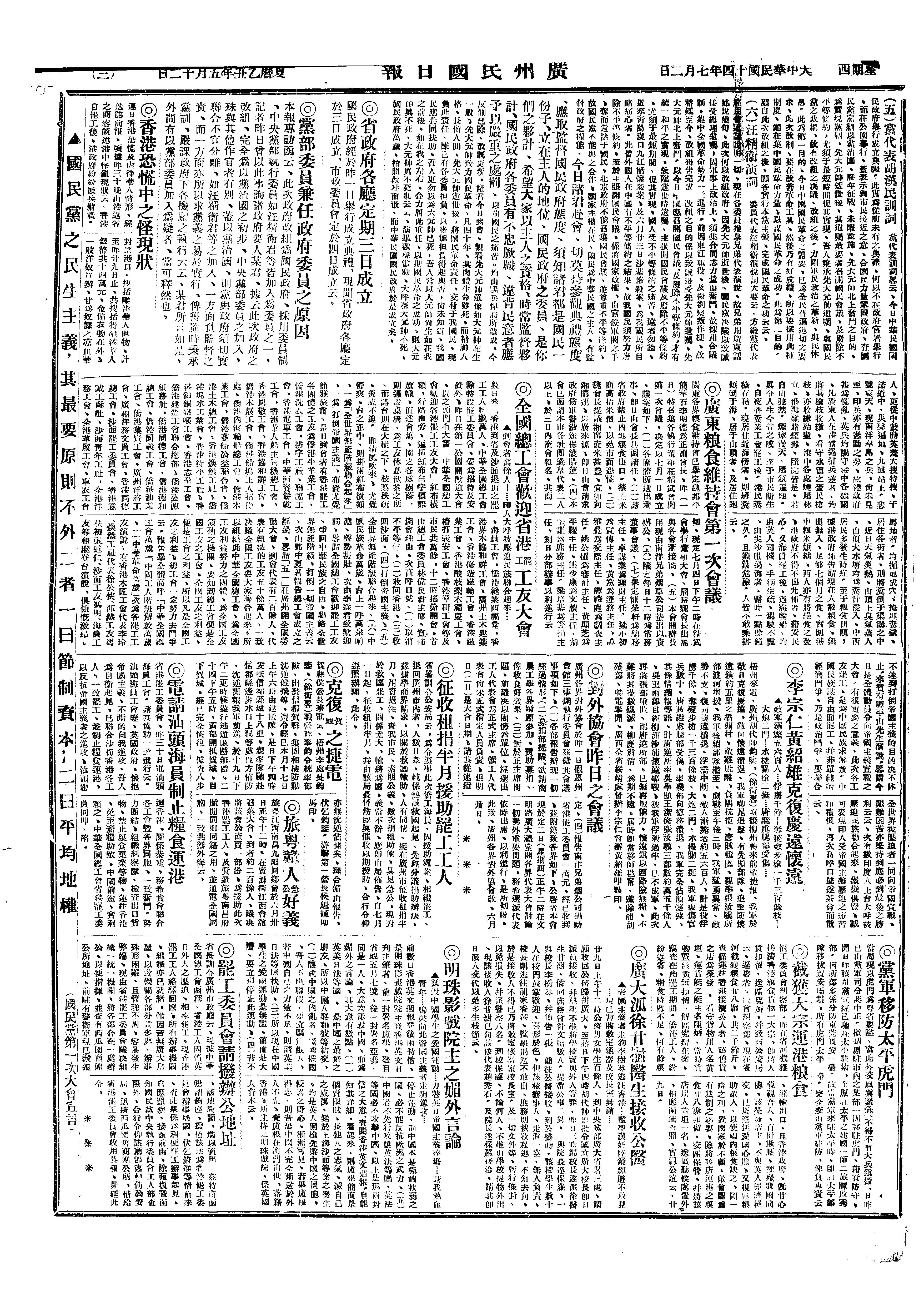
中華民国十四年（1925年）七月二日「広州民国日報」第三版。「國民政府成立典禮盛況」の記事

1925年7月1日、広州では広東軍政府の機構が再編され、国民党（一期）三中全会で国共合作の中華民国国民政府が正式に成立した。汪兆銘は政府主席を務め、財政部長には孫文の片腕となって国民党改組を推進した党内左派の廖仲愷が就任した。また、工人部、農民部などの省庁も設けられ、その責任者には国民党籍も持つ共産党員が任命された。政治顧問にはコミンテルンのミハイル・ボロディンが、軍事顧問には同じくソ連のヴァシーリー・ブリュヘルが就き、ソビエト連邦からの緊密な支援関係が構築されていた。ところが、同年8月20日、廖仲愷が暴徒によって暗殺され、その暗殺事件に従兄弟がかかわっていたとして胡漢民が自ら国民党内の役職から退いた。このとき、蔣介石は汪兆銘をはじめとする左派に与し、胡漢民を一時監禁している。
こうして、いったん右派勢力は後退したものの、11月には再び台頭してくる。戴季陶・張継・林森・居正ら古参国民党員の一部が、北京郊外の西山碧雲寺に集まり、四中全会の名で共産党員の国民党籍を剥奪、ボロディンの解職、汪兆銘の6か月間の党籍剥奪などを公然と決議した（西山会議派）。もっとも、左派はこれを容認せず、ただちに西山会議で決議された諸事項の無効を宣言した。
1926年1月の国民党第2回全国代表大会では、汪兆銘は他者をおさえて中央委員第一位に当選した。汪兆銘は国民政府主席兼軍事委員会主席の地位に就き、名実ともに国民党の指導者となった。なお、当時の蔣介石はまだ軍事委員会委員で黄埔軍官学校校長にすぎなかった。

### 共産勢力の台頭

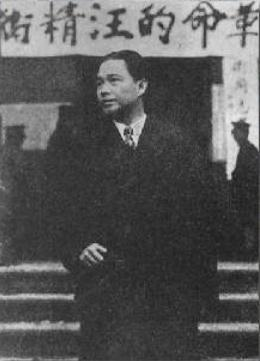
汪兆銘

汪兆銘は、広東の国民政府で国民政府常務委員会委員長と軍事委員会主席を兼任した。この政府は国民党右派を排除したもので、毛沢東ら中国共産党の党員も参加していた。なお、中国共産党中央委員候補であった毛沢東を国民党中央宣伝部長代理に任命したのは汪であった。共産党の李大釗、孫文未亡人宋慶齢、廖仲愷未亡人何香凝がそれぞれ中央委員に選ばれ、広州国民政府こそが孫文の正統な後継者であるというかたちが示された。
また、広州国民政府は、列国からの承認は得なかったものの、国民党が直接掌握し、政治・軍事・財政・外交を統括する機関として、来たるべき全国統一政権の規範となるものであった。
汪を委員長とする政府は、五・三〇事件から派生した香港海員スト（省港大罷工）の支援にみられるように民主的側面をもっており、広州を国民革命の拠点とすることに成功したのである。

### 広州国民政府の終焉
国共両党間の主導権争いがつづく情勢のなか、1926年3月20日、蔣介石が戒厳令を布き、共産党員を逮捕し、ソビエト連邦顧問団の住居と省港ストライキ委員会を包囲する中山艦事件（三・二○事件）を起こすと、汪蔣間の対立が激化した。これは、軍艦中山艦の動静をみた蔣介石が、共産党側によるクーデタ準備ではないかと疑念をいだいて起こしたものであった。この事件によって、蔣は国民政府連席会議において軍事委員会主席に選ばれ、党や軍における権勢を拡大させたため、汪はこれを不服とし、自ら職責を辞任してフランスに外遊した。一方、共産党側の活動は大きく制限された。
1926年7月、蔣介石はみずから国民革命軍総司令となって、いわゆる「北伐」を開始した。蔣を中心とする新右派は共産党抑圧を図ったが、共産党が蔣に譲歩して北伐に同意した。また、すでに軍権を掌握した蔣介石は政権をも握ろうとして江西省南昌への遷都を図ったが、反蔣の左派と共産派はこれに抵抗し、1927年1月、湖北省武漢への遷都を強行した。こうして武漢国民政府の成立により、広州国民政府は終焉をむかえ、武漢遷都後の国民党大会第二期三中全会で総司令職を廃して蔣介石を一軍事委員に格下げし、国民党と政府の大権を汪兆銘に託した。